# Kheralu
Kheralu là một thành phố và khu đô thị của quận Mahesana thuộc bang Gujarat, Ấn Độ.

## Địa lý
Kheralu có vị trí 23°53′B 72°37′Đ / 23,88°B 72,62°Đ Nó có độ cao trung bình là 149 mét (488 feet).

## Nhân khẩu
Theo điều tra dân số năm 2001 của Ấn Độ, Kheralu có dân số 20.143 người. Phái nam chiếm 52% tổng số dân và phái nữ chiếm 48%. Kheralu có tỷ lệ 68% biết đọc biết viết, cao hơn tỷ lệ trung bình toàn quốc là 59,5%: tỷ lệ cho phái nam là 76%, và tỷ lệ cho phái nữ là 59%. Tại Kheralu, 13% dân số nhỏ hơn 6 tuổi.